# Hrušovany nad Jevišovkou
Hrušovany nad Jevišovkou, niem. Grußbach − miasto w Czechach, w kraju południowomorawskim. Według danych z 31 grudnia 2003 powierzchnia miasta wynosiła 2 532 ha, a liczba jego mieszkańców 3 209 osób.

## Demografia
| Rok             | 1970  | 1980  | 1991  | 2001  | 2003  |
| --------------- | ----- | ----- | ----- | ----- | ----- |
| Liczba ludności | 2 487 | 3 090 | 3 276 | 3 274 | 3 209 |

Źródło: Czeski Urząd Statystyczny